# Venusia nebulosaria
Venusia nebulosaria är en fjärilsart som beskrevs av Freyer 1850. Venusia nebulosaria ingår i släktet Venusia och familjen mätare. Inga underarter finns listade i Catalogue of Life.